# Krystyna Guzik
Krystyna Stanisława Guzik, geborene Pałka, (* 16. August 1983 in Zakopane) ist eine ehemalige polnische Biathletin, die für den KS AZS-AWF Katowice startete. Ihr größter Erfolg war Rang 10 im Gesamtweltcup in der Saison 2015/16.

## Karriere
Guzik belegte bei den Weltmeisterschaften 2005 den 20. Platz über 15 km.
Bei den Olympischen Winterspielen 2006 in Cesana San Sicario wurde Guzik Fünfte über 15 km und Siebte mit der Staffel.
Ein Jahr später wurde sie 17. im Massenstart bei den Weltmeisterschaften in Antholz In der Saison 2008/09 erreichte sie zwei achte Plätze im Sprint und in der Verfolgung in Trondheim.
Krystyna Guzik nahm an den Olympischen Winterspielen 2010 teil. Ihr bestes Resultat war der 15. Platz im Einzel. Mit der Staffel belegte sie Rang 12.
2010/11 nahm sie nicht an Wettkämpfen im Weltcup teil.
In der nächsten Saison kehrte Guzik in den Weltcup zurück. Ihre einzige Top-10-Platzierung erlangte sie im Massenstart von Oslo. Ein Jahr später kam sie fünfmal unter die ersten Zehn. Darunter war eine Silbermedaille bei den Weltmeisterschaften in Nové Město.
In der Olympiasaison 2013/14 holte sie einen dritten Platz in Hochfilzen. Bei den Olympischen Winterspielen 2014 in Sotschi war ihre beste Platzierung ein zehnter Platz im Einzel.
In der Saison 2014/15 wurde Guzik fünfte im Sprint der Weltmeisterschaften von Kontiolahti, 2015/16 zweite in der Verfolgung von Canmore.
Seitdem schaffte sie es nicht mehr, in einem Einzelrennen unter die Top 10 zu kommen. Bei den Olympischen Spielen 2018 erreichte sie mit der Staffel Platz 7, ihr bestes Einzelergebnis war Platz 28 im Sprint.
Nach der Saison 2018/19 bestritt sie aufgrund einer Rückenverletzung keine internationalen Rennen mehr. Mittlerweile hat sie ihre Karriere beendet.

## Privates
Vor ihrer Hochzeit im Sommer 2014 mit Grzegorz Guzik startete sie unter dem Namen Pałka. Sie spricht Polnisch, Russisch, Englisch und Deutsch.

## Statistik

### Biathlon-Weltcup-Platzierungen
Die Tabelle zeigt alle Platzierungen (je nach Austragungsjahr einschließlich Olympische Spiele und Weltmeisterschaften).
- 1.–3. Platz: Anzahl der Podiumsplatzierungen
- Top 10: Anzahl der Platzierungen unter den ersten zehn (einschließlich Podium)
- Punkteränge: Anzahl der Platzierungen innerhalb der Punkteränge (einschließlich Podium und Top 10)
- Starts: Anzahl gelaufener Rennen in der jeweiligen Disziplin
- Staffel: inklusive Mixed- und Single-Mixed-Staffeln

| Platzierung         | Einzel | Sprint | Verfolgung | Massenstart | Staffel | Gesamt |
| ------------------- | ------ | ------ | ---------- | ----------- | ------- | ------ |
| 1. Platz            |        |        |            |             |         |        |
| 2. Platz            |        | 1      | 1          |             |         | 2      |
| 3. Platz            |        | 1      | 1          |             | 1       | 3      |
| Top 10              | 3      | 8      | 9          | 4           | 48      | 72     |
| Punkteränge         | 19     | 56     | 52         | 28          | 78      | 233    |
| Starts              | 38     | 111    | 70         | 28          | 78      | 325    |
| Stand: Karriereende |        |        |            |             |         |        |

### Olympische Winterspiele
Ergebnisse bei Olympischen Winterspielen:
|                                             | Einzelwettbewerbe | Einzelwettbewerbe | Einzelwettbewerbe | Einzelwettbewerbe | Staffelwettbewerbe | Staffelwettbewerbe |
| Sprint                                      | Verfolgung        | Einzel            | Massenstart       | Damenstaffel      | Mixedstaffel       |                    |
| ------------------------------------------- | ----------------- | ----------------- | ----------------- | ----------------- | ------------------ | ------------------ |
| Olympische Winterspiele 2006 \| Turin       | 25.               | 37.               | 5.                | 30.               | 7.                 |                    |
| Olympische Winterspiele 2010 \| Vancouver   | 21.               | 24.               | 15.               | 20.               | 12.                |                    |
| Olympische Winterspiele 2014 \| Sotschi     | 34.               | 33.               | 10.               | 18.               | 10.                | 13.                |
| Olympische Winterspiele 2018 \| Pyeongchang | 28.               | 36.               | 52.               | –                 | 7.                 | –                  |